# 加贝纳人
加贝纳人（羅馬化：Qabénā）是居住在埃塞俄比亚加贝纳特别县一带的民族。其族名源自阿拉伯语“部落”（阿拉伯语：‎，羅馬化：qabīlah）。其语言加贝纳语有时被视为阿拉巴-加贝纳语的方言，属于古实语族。